# بلير هال
بلير هال هو سياسي أمريكي، ولد في 3 سبتمبر 1942 في لوس غاتوس في الولايات المتحدة.